# Rothenthal
Rothenthal je vesnice, místní část města Olbernhau v německé spolkové zemi Sasko. Nachází se v zemském okrese Krušné hory a má 454 obyvatel.

## Geografie
Rothenthal leží na saské straně česko-německé státní hranice asi 4 kilometry jižně od centra Olbernhau. Od roku 1994 je místní částí německého města Olbernhau. Délka vesnice je asi 2,5 km a leží na levém břehu Načetínského potoka, jenž zde tvoří státní hranici. Kromě ze severu sousedícího Grünthalu je Rothenthal od ostatních obydlených míst oddělen rozsáhlými lesy Krušných hor, a to jak na německé, tak i na české straně státní hranice. Silnice S 216 Reitzenhain–Grünthal zajišťuje spojení s Olbernhau a Rübenau.

## Historie

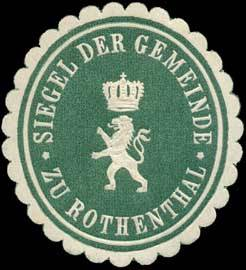
Pečeť Rothenthalu

První písemná zmínka o vsi Rothenthall pochází z roku 1657. Osada byla založena v roce 1626 exulanty, kteří v době pobělohorské opustili kvůli rekatolizaci české pohraničí. Název umožňuje interpretaci dříve zalesněné oblasti, která se stala obyvatelnou pouze klučením, nebo jej lze vysledovat až k Augustu Rohdtovi, který zde nechal v roce 1626 postavit drátěnou boudu. Podle spisů v saském státním archivu v Drážďanech měli čeští podnikatelé-exulanti údajně v úmyslu zřídit u Grünthalu drátovnu. Aby je předběhl, požádal Augustus Rohdt, který měl na starosti Saigerhütte Grünthal, saského kurfiřta o povolení postavit zde svou drátovnu. Toto privilegium obdržel dne 26. června 1626 výměnou za povinnost platit roční nájem a omezené tím, že nesmí prodávat své výrobky v Drážďanech, Pirně nebo Freibergu, aby nepoškodil podnikatele z Lohmenu. V běhu času stával v Rothenthalu hamr (různě přestavovaný) a huť, jež kromě drátu produkovala různá kování, litinové nádobí i kamna. Další pracovní příležitosti nabízel dle Schumanna mlýn, lesnictví, vorařství, výroba roubených staveb, truhlíků, hřebíků, předení a paličkování krajek.
První školní budova byla postavena v roce 1779 – ta byla v roce 1880 nahrazena novou budovou. V roce 1925 byl Rothenthal připojen k elektrické síti. Připojení k centrálnímu vodovodu se uskutečnilo v letech 1929 až 1930.